# Paspalum mutabile
Paspalum mutabile är en gräsart som beskrevs av Mary Agnes Chase. Paspalum mutabile ingår i släktet tvillinghirser, och familjen gräs. Inga underarter finns listade i Catalogue of Life.